# Скальковський Аполлон Олександрович
Аполло́н Олекса́ндрович Скалько́вський (пол. Apollo Skalkowski, рос. Аполлон Александрович Скальковский; 1 (13) січня 1808, Житомир, Волинська губернія, Російська імперія — 28 грудня 1898 (9 січня 1899), Одеса, Херсонська губернія, Російська імперія) — український та російський історик, архівіст та статистик Російської імперії польського походження.

## Життєпис
Вихованець Віденського й Московського університетів, з 1828 — урядовець канцелярії Новоросійського генерал-губернаторства в Одесі, згодом довголітній секретар і редактор видань Одеського статистичного комітету (офіційна назва — головний статистичний комітет Новоросійського краю; Скальковський очолював його понад п'ятдесят років), один із засновників Одеського товариства історії і старожитностей, активний діяч Товариства сільського господарства Південної Росії; 19 грудня 1856 року був обраний членом-кореспондентом Петербурзької академії наук (історико-філологічне відділення, по розряду історико-політичних наук). Також заснував в Одесі архів міністерства внутрішніх справ і очолював його.
Батько театрального критика Костянтина Скальковського та оперової співачки Ганни Бертенсон-Скальковської.

## Творчий доробок
Автор численних праць з історії й економіки Південної України XVIII—XIX століть (переважно на основі архівних матеріалів); головні з них: «Хронологическое обозрение истории Новороссийского края», тт. І—II (1835—1838) й «Опыт статистического описания Новороссийского края», тт. І—II (1850—53; т. III залишився в рукопису; за цю працю отримав Демидовську премію). Скальковський знайшов і зберіг архів Коша Запорозького XVIII століття (нині в Києві), на підставі якого написав низку праць, зокрема «История Новой Сѣчи или последняго Коша Запорожского», тт. І—III (1840; друге видання — 1846, третє — 1885—86; сучасне перевидання — 1994), «Наезды гайдамак на Западную Украйну в XVIII ст. 1733—1768 гг.» (1845); документальні статті з історії Запорожжя та Правобережної України XVIII ст., серед них: «Филипп Орлик и Запорожцы» («Київська старовина», 1882), «Несколько документов из истории гайдамачества» («Київська старовина», 1885) та ін.
Також був автором публіцистичних статей, історичних романів («Кагальничанка», «Хрустальная балка», «Братья Искупители», «Мамай») тощо. У Санкт-Петербурзі й Одесі зберігся цінний архів Скальковського, зокрема його досі не опублікований щоденник, розпочатий ще за студентських років, писаний спершу польською, а пізніше російською мовою.
Історичні праці Скальковського, незважаючи на романтичний підхід, певну ідеалізацію Запорожжя й шляхетське наставлення до історії гайдамаччини, завдяки документальній базі, зберігають свою вагу для історичної науки, особливо через те, що деякі цінні документи з історії Південної України та Запорозької Січі, які він використовував, нині втрачені. Зневажливе ставлення Скальковського до гайдамаків було затавроване Тарасом Шевченком у поезії «Холодний Яр».

## Праці
- Адмирал Де Рибас и завоевание Хаджибея. 1764—1797. Одесса, 1889.
- Биографический очерк Одесского театра. Одесса, 1858.
- Биография Одесской железной дороги. Одесса: тип. П. Францова, 1865.
- Болгарские колонии в Бессарабии и Новороссийской крае: Статистический очерк А. Скальковского… Одесса: тип. Т. Неймана и К°, 1848.
- Братья искупители: Повесть 1768 года. Одесса: тип. Л. Нитче, 1849.
- Взгляд на скотоводство Новороссийского края. 1846—1848 / [Соч.] А. А. Скальковского. [Санкт-Петербург, 1850].
- Дон и Волга: Новые пути сообщения между юго-западом и востоком России. [Одесса], ценз. 1858.
- Записки о торговых и промышленных силах Одессы, составленные в 1859 году А. Скальковским. Санкт-Петербург: тип. В. Безобразова и К°, 1865.
- Измаильское градоначальство в 1847 году. [Санкт-Петербург, 1849].
- Историческое введение в статистическое описание Бессарабской. [Санкт-Петербург, 1846].
- Историческо-статистический опыт о торговых и промышленных силах Одессы. Одесса: Гор. тип., 1839.
- История Новой Сечи, или последнего Коша Запорожского: Составленная из подлинных документов Запорожского сечевого архива А. Скальковским… («Исторія Новой Сѣчи или послѣдняго Коша Запорожскаго»), тт. І—III (1840; друге видання — 1846. — Ч. I; — Ч. II; — Ч. III, третє — 1885—86, — Ч. II; — Ч. III; сучасне перевидання — 1994)
- Каменноугольная промышленность в Новороссийском крае. [Санкт-Петербург, 1847].
- Каменоломни, добыча асфальта, нефти и другие меньшие отрасли общественного хозяйства в Новороссийском крае. [Санкт-Петербург, 1854].
- Леса Херсонской губернии. Одесса: тип. П. Францова, 1866.
- Мамай: Повесть 1758—1760 годов. Одесса: тип. Л. Нитче, 1850.
- Материалы для истории общественного образования в Одессе. Одесса: тип. П. Францова, 1867.
- Наезды гайдамак на Западную Украину в XVIII столетии. 1733—1768. Одесса: Гор. тип., 1845.
- Начало развития заводской промышленности в Одессе. Одесса: тип. П. Францова, 1870.
- О производительных силах и хлебной торговле Новороссийского края в 1867 году. [Санкт-Петербург]: тип. М-ва вн. дел, [1868].
- О хлебопашестве в Новороссийском крае. [Санкт-Петербург, 1851].
- Одесское заведение искусственных минеральных вод : 1829—1866 г. : [Описание]. Одесса: тип. П. Францова, 1870—1879.
- Опыт статистического описания Новороссийского края. Ч. 1-2. Одесса: тип. Л. Нитче, 1850—1853.
- Опыт хозяйственной статистики Новороссийского края. Одесса: тип. Францова и Нитче, 1853.
- Первое тридцатилетие истории города Одессы 1793—1823 / Сочинение одесского жителя А. Скальковского. Одесса: Гор. тип., 1837.
- Пластуны: (Из письма с одного театра войны на другой). [Санкт-Петербург]: Воен. тип., ценз. 1855.
- Порубежники: Канва для романов. Вып. 1-4. Одесса: тип. Л. Нитче, 1849—1850.
- Пространство и народонаселение Новороссийского края. Одесса: Гор. тип., 1848.
- Ростов на Дону: [Историко — экономический очерк]. Санкт-Петербург: тип. М-ва вн. дел, 1847.
- Ростов на Дону и торговля Азовского бассейна. 1749—1863 г. Екатеринослав, 1865—1866.
- Русское общество пароходства и торговли 1857—1869 г. Одесса: тип. П. Францова, 1870.
- Сношения Запорожья с Крымом. 1749 : Материалы для истории Новороссийского края. Одесса: Гор. тип., 1841.
- Соляная промышленность в Новороссийском крае (1715—1847). [Санкт-Петербург, 1849].
- Сравнительный взгляд на Очаковскую область в 1790 и 1840 годах. Одесса: Гор. тип., 1842.
- Тонкорунное овцеводство и торговля шерстью при Одесском порте. Одесса: тип. П. Францова, 1870.
- Торговля, заводская, фабричная и ремесленная промышленность в Одессе. Одесса: тип. П. Францова, 1865.
- Хронологическое обозрение истории Новороссийского края / Составленная Аполлоном Скальковским. Ч. 1: С 1730 по 1796 год. Одесса, 1836.
- Хронологическое обозрение истории Новороссийского края / Составленная Аполлоном Скальковским. Ч. 2: С 1796-го по 1823-й год. Одесса, 1838.
- Ярманки, или Сухопутные рынки Новороссийского края. [Санкт-Петербург, 1855].

## Вшанування пам'яті
У 2016 році в Одесі, яка була одним з об'єктів досліджень Скальковського, його ім'ям названо колишній Другий Стахановський провулок.